# عوض محسون
عوض محسون (الوفاة 1987)، ممثل يمني كان يعيش في الكويت. وبدأ التمثيل فيها منذ العام 1972 حتى وفاته في العام 1987 في حادث سير. وكان يؤدي الأدوار الكوميدية نظرًا لقصر قامته ومن أشهر أدواره «أبو وائل» في مسلسل درب الزلق.

## أعماله الفنية

### المسرحيات
- حامي الديار 1986
- صبوحة خطبها نصيب 1983
- طرزان 1983
- الزرزور 1982
- يسوونها الكبار 1982
- المهرج 1980
- حرم سعادة الوزير 1979
- على هامان يا فرعون 1978
- بني صامت 1975

### المسلسلات التلفزيونية
- درب الزلق 1977
- الأقدار 1977
- الملقوف 1973

### الأوبريت
- أوبريت صايم 1980
- أوبريت مداعبات قبل الزواج 1975